# Kellie Pickler
Kellie Dawn Pickler (Albermarle, Carolina del Norte, 28 de junio de 1986) es una cantante y compositora de música country y personalidad de la televisión que terminó en el sexto lugar en el reality show American Idol. Su fama aumentó tras su espectacular aparición en el programa estadounidense "Are you smarter than a fifth grader".

## Biografía

### Primeros años
Pickler nació en Stanly Memorial Hospital de Albemarle, Carolina del Norte. Hija de Morton Cynthia y Clyde "Bo" Pickler, Jr. se quedó a dos años por su madre con sus abuelos.
Pickler fue criada por sus abuelos, Clyde Pickler Sr. y Faye Pickler.

## Discografía
Álbumes
- 2006: Small Town Girl
- 2008: Kellie Pickler
- 2012: 100 Proof
- 2013: The Woman I Am